# Svenska mästerskapen i fälttävlan 1975
Svenska mästerskapen i fälttävlan 1975 avgjordes i Mantorp . Tävlingen var den 25:e upplagan av Svenska mästerskapen i fälttävlan.

## Resultat
| Placering | Ryttare           | Häst              |
| --------- | ----------------- | ----------------- |
| 1         | Tore Persson      | Gillie the Willie |
| 2         | Michael Petersson | Woxien            |
| 3         | Per Hansson       | Pacemaker         |